# Вэн, Линдси
не путать с Вонн, Линдси
Ли́ндси Вэн (англ. Lindsey Van, 27 ноября 1984 года, Детройт, Мичиган, США) — американская прыгунья с трамплина, чемпионка мира 2009 года.

## Спортивная карьера
Линдси Вэн является первой чемпионкой мира по прыжкам с трамплина среди женщин в чешском Либереце.
Участвовала в Олимпийских играх 2014 года в Сочи, где заняла 15-е место. Это был последний старт в карьере Линдси.